# Oobleck (matériau)

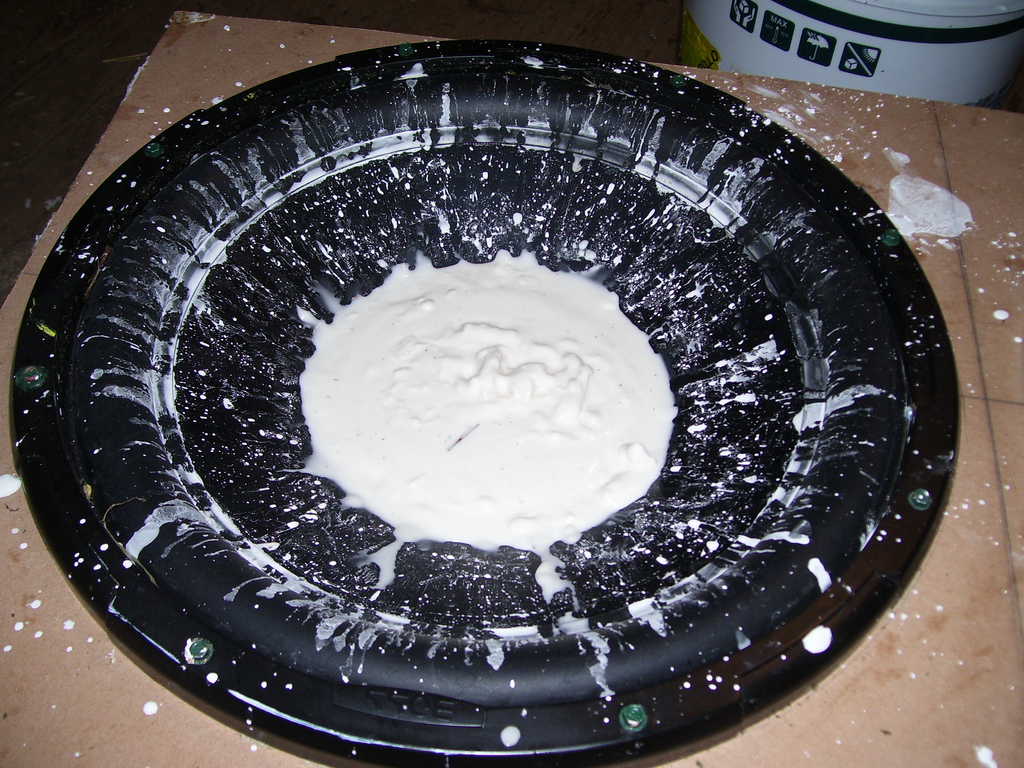
Oobleck sur un haut-parleur.

Pour les articles homonymes, voir Oobleck.
L'oobleck est une pâte épaisse constituée d'une suspension d'amidon dans l'eau, utilisée comme exemple de fluide non newtonien.
Le nom oobleck provient du livre Bartholomew and the Oobleck (en) de Dr. Seuss (1949), où l'oobleck est une substance verte gluante tombant du ciel, qui fait des ravages dans le royaume.

## Préparation
L'oobleck se prépare en mélangeant 1,5 à 2 parts de fécule de maïs pour une part d'eau,,.

## Propriétés
L'oobleck est un exemple peu coûteux et non toxique de fluide non newtonien, généralement utilisé à des fins pédagogiques ou ludiques. Son comportement rhéologique se caractérise par un épaississement au cisaillement. Notamment :
- la main entre aisément dans l'oobleck à faible vitesse, mais ne peut y rentrer à grande vitesse ;
- on peut marcher sans couler sur une cuve remplie d'oobleck à condition de se déplacer assez rapidement ;
- si l'oobleck est placé sur un caisson de basses et que le volume sonore est suffisant, il s'épaissit et forme des ondes stationnaires en réponse aux ondes sonores à basse fréquence ;
- si l'on frappe de l'oobleck, il s'épaissit et réagit comme un solide ; après ce coup, l'oobleck retourne à son apparence liquide.